# Timotei Seviciu
Timotei Seviciu, născut Traian Petru Seviciu, (n. 4 iunie 1936, Timișoara) este un ierarh ortodox român, membru în Sfântul Sinod al Bisericii Ortodoxe Române, titularul Arhiepiscopiei Aradului, cu jurisdicție pastorală și canonică în județul Arad.

## Originea și studiile
Traian Petru Sevici s-a născut în anul 1936 la Timișoara, din părinții Caius și Vioara. Unchiul său pe linie paternă, notarul Sevici din Lugoj, a fost arestat în anul 1948 de autoritățile comuniste. A urmat școala elementară în Timișoara și mai apoi studiile medii la Liceul “Constantin Diaconovici Loga" din Timișoara, între anii 1946-1953. Între anii 1953-1957 a urmat studiile superioare la Institutul Teologic Universitar din București, alegând ca subiect pentru teza de licență "Hristologia și soteriologia Sfântului Atanasie cel Mare". 
Între 1957-1960 a urmat cursurile de doctorat la același Institut, cu specialitatea Patrologie și specialitatea secundară Istoria bisericească universală. La data de 5 iunie 1973, a susținut teza de doctorat cu titlul: "Doctrina hristologică a Sfântului Chiril al Alexandriei, în lumina tendințelor actuale de apropiere între Biserica Ortodoxă și vechile Biserici Orientale", coordonatorul lucrării fiind părintele profesor dr. Ioan G. Coman. În perioada studiilor doctorale a efectuat stagii de specializare în Elveția, la Facultatea de Teologie Protestantă din Neuchâtel în 1967, la Institutul ecumenic de la Bossey (1967-1968) și la Facultatea de Teologie din Frieburg (1971-1972). De asemenea, a urmat și cursurile de limba și literatură franceză ale Universității din Neuchâtel. În această perioadă a participat la numeroase întruniri ecumenice din diferite centre europene.

### Activitatea didactică și administrativă
La 1 februarie 1961, a fost numit profesor la Seminarul Teologic din Caransebeș. De la 1 octombrie 1961 a functionat ca secretar eparhial la Arad, iar de la 1 iulie 1962 la Timișoara. La 1 aprilie 1968 a fost numit vicar administrativ al Arhiepiscopiei Timișoarei și Caransebeșului.

### Tunderea în monahism și alegerea ca episcop vicar
La 22 octombrie 1961 a fost hirotonit diacon necasătorit, iar la 10 martie 1968, preot. În data data de 24 iunie 1969 a fost tuns în monahism la Mănăstirea Hodoș-Bodrog, primind numele Timotei, iar la data de 6 decembrie 1970, în urma aprobării Sfântului Sinod al Bisericii Ortodoxe Române, a fost hirotesit arhimandrit.
La cererea și recomandarea mitropolitului Nicolae Corneanu, Sfântul Sinod, în ședinta din 15 decembrie 1975, l-a ales pe arhimandritul dr. Timotei Seviciu în postul de episcop-vicar al Arhiepiscopiei Timișoarei și Caransebeșului, cu titlul „Lugojanul". Preasfințitul Timotei a fost instalat ca episcop-vicar la Timișoara în data de 7 februarie 1976. La ceremonia de întronizare au participat mitropolitul Nicolae Corneanu, episcopii Visarion Aștileanu al Aradului și Vasile Coman al Oradiei.

### Alegerea ca episcop al Aradului, Ienopolei și Hălmagiului
În anul 1984, după trecerea la cele veșnice a episcopului Visarion Aștileanu al Aradului, membrii Colegiului Electoral Bisericesc, împreună cu membrii Adunării eparhiale a Episcopiei Aradului, convocați pentru ziua de 30 septembrie 1984, l-au ales în unanimitate pe Preasfințitul Timotei Lugojanul, episcopul vicar al Arhiepiscopiei Timișoarei și Caransebeșului, ca episcop al Aradului. 
Instalarea ca episcop a avut loc la data de 2 decembrie 1984, în Catedrala „Sfântul Ioan Botezătorul” din Arad, în prezența mitropoliților Antonie Plămădeală al Ardealului și Nicolae Corneanu al Banatului, precum și a episcopilor Vasile Coman al Oradiei, Emilian Birdaș al Alba Iuliei și a lui Gherasim Cucoșel, arhiereu-vicar al Episcopiei Aradului.

## Activitatea pastoral-misionară

### Construirea noii catedrale ortodoxe din Arad
În timpul păstoririi sale a fost înălțată în Arad o nouă catedrală ortodoxă, cu hramul „Sfânta Treime“ și "Sfântul Nicolae", care, la data de 6 decembrie 2008 a fost târnosită de Patriarhul Daniel. 
Piatra de temelie a noii catedrale episcopale, situată în cea mai aglomerată intersecție din centrul municipiului Arad, a fost pusă de arhiepiscopul Timotei Seviciu la 24 noiembrie 1991. Noua catedrală ortodoxă din Arad este prima catedrală episcopală începută, finalizată și târnostită în România după căderea comnismului.

### Construirea și restaurarea lăcașelor de cult
Sub păstorirea episcopului Timotei Seviciu au fost construite peste 70 de biserici în județele Arad și Hunedoara și au fost restaurate peste 450 de lăcașuri de cult, multe dintre ele monumente istorice.
Au fost efectuate lucrări de restaurare a mănăstirii cu hramul "Intrarea în Biserică a Maicii Domnului" Hodoș-Bodrog, cea mai veche așezare monastică cu viață monahală neîntreruptă din România. În cadrul mănăstirii Hodoș-Bodrog a fost zidită o nouă biserică, cu hramul "Pogorârea Duhului Sfânt", fiind târnosită de arhiepiscopul Timotei la data de 28 septembrie 1997. La data de 21 noiembrie 2000, arhiepiscopul Timotei a pus piatra de temelie a bisericii cu hramul "Cuvioasa Parascheva" a metocului mănăstiii Hodoș-Bodrog.
De asemenea, au început ample lucrări de restaurare a întregului complex arhitectonic de la Mănăstirea „Sfântul Simion Stâlpnicul”, din cartierul Gai, aici fiind inaugurat, la data de 7 august 1989, Muzeul colectiei de artă și carte veche românească. De asemenea, în incinta mănăstirii a fost ridicată o nouă biserică, cu hramul "Acoperământul Maicii Domnului", a cărei piatră de temelie a fost așezată la 1 decembrie 2002.
Arhiepiscopul Timotei a acordat atenție și celorlalte așezăminte monahale, înființate sau reînființate după 1990, cum sunt mănăstirile de la Feredeu, Roșia, Almaș, toate din județul Arad și mănăstirea Crișan, schiturile de la Cetatea Colț, Ghelari, Sfântul Nicolae de la Vulcan, Straja, Cucuiș, toate din județul Hunedoara.

### Promotor al învățământului teologic arădean
În anul școlar 1994-1995, ca urmare a inițiativei Arhiepiscopului Timotei, Sfântul Sinod al Bisericii Ortodoxe Române, în ședința din 13 ianuarie 1994, a aprobat înființarea Seminarului Teologic Liceal Ortodox Arad Arhivat în 31 mai 2011, la Wayback Machine., instituție de învățământ teologic în care aveau sa fie pregătite noile generații de preoți, profesori de religie sau cântareți bisericești, reînnodând astfel tradiția teologică a Aradului, suprimată în anul 1948, prin desființarea Academiei Teologice din Arad, fostul Institut Teologic Diecezan.
La inițiativa Arhiepiscopului Timotei și cu aprobarea Sfântului Sinod, începând cu anul școlar 1991-1992, la Prislop s-au deschis cursurile Seminarului Teologic Liceal-Monahal „Sfânta Ecaterina" pentru fete, cu o durată de școlarizare de cinci ani. 
Încă de la înființarea Facultății de Teologie din cadrul Universitatii „Aurel Vlaicu“, Arhiepiscopul Timotei a rămas strâns legat de această instituție, fiind și cadru didactic, predând Istoria Bisericească Universală. 
La toate acestea se adaugă sutele de preoți pe care Înaltpreasfințitul Timotei i-a hirotonit.

### Înființarea de așezăminte sociale
La inițiativa Arhiepiscopului Timotei, în municipiul Arad a fost înființată Cantina Socială "Sfântul Nicolae" (2007) și Centrul „Teofania” pentru consilierea și adăpostirea victimelor violenței în familie (2008).

### Episcop al românilor din Ungaria
Începând cu anul 1992, prin hotărârea Sfântului Sinod, comunitățile românești din Ungaria, care aparțin Vicariatului ortodox din Gyula, au revenit sub jurisdictia canonică a Episcopiei Aradului. În calitatea de arhipăstor al românilor din Ungaria, între anii 1992-1999, Arhiepiscopul Timotei a sprijinit activitatea catehetică a parohiilor ortodoxe românești din Ungaria și a efectuat numeroase vizite canonice. În anul 1999, a luat ființă Episcopia Ortodoxă Română de Gyula, primul episcop al noii eparhii fiind Preasfințitul Sofronie Drincec.

### Reprezentant al Bisericii Ortodoxe Române la întrunirile ecumenice
Arhiepiscopul Timotei, din încredințarea Sfântului Sinod, a primit diferite misiuni de reprezentare a Bisericii Ortodoxe Române la întrunirile ecumenice de peste hotare. Astfel, în decursul timpului, Înaltpreasfinția Sa a participat la conferințe teologice interconfesionale și intercreștine ce au avut loc în Elveția, Franța, Germania, Suedia, Finlanda și Statele Unite ale Americii.

### Cetățean de onoare
Respectul comunităților locale față de Arhiepiscopul Timotei a fost marcat în mai multe rânduri, prin acordarea titlului de "Cetățean de Onoare" al municipiului Petroșani (1997), al municipiului Brad (2002), al municipiului Arad (2004) și al județului Hunedoara (2009).

## Controverse

### Colaborarea cu fosta Securitate
În anul 2007 a fost făcută publică informația privind colaborarea sa cu Securitatea, sub numele de Radu Viorel.

### Conflictul cu Biserica Română Unită cu Roma (Greco-Catolică)
Arhiepiscopul Timotei Seviciu s-a opus restituirii prin bună înțelegere a bisericilor greco-catolice din județele Arad și Hunedoara. În unele localități din județul Arad credincioșii ortodocși au restituit bisericile greco-catolice în pofida poziției adoptate de Episcopia Aradului.
Procesele privind bisericile "Adormirea Maicii Domnului" din Arad-Centru și "Sfinții Apostoli Petru și Pavel" din cartierul Șega au fost tergiversate în instanțele de judecată. Cu toate acestea, în 17 decembrie 2009 Tribunalul Arad a dispus restituirea Bisericii din Șega, iar acțiunea în revendicare privind Biserica Adormirea Maicii Domnului a fost admisă pe fond în data de 27 ianuarie 2010. Curtea de Apel Timișoara a respins apelul Parohiei Ortodoxe Arad-Centru în data de 15 septembrie 2011.

## Ridicarea la rang de Arhiepiscop
La data de 18 iunie 2009, prin hotărârea Sfântului Sinod al Bisericii Ortodoxe Române, Episcopia Aradului, Ienopolei și Hălmagiului a fost ridicată la rang de Arhiepiscopie, iar Preasfințitul Timotei la rang de Arhiepiscop.
Ceremonia de ridicare a Episcopiei Aradului la rang de Arhiepiscopie a avut loc la data de 28 noiembrie 2009, în Catedrala "Sfânta Treime" din Arad, în prezența Patriarhului Daniel. Alături de Patriarhul Daniel, la manifestările organizate au mai fost prezenti 30 de ierarhi, membri ai Sfântului Sinod. 
Cu această ocazie, Preafericitul Daniel a spus că ridicarea Episcopiei Aradului la rang de Arhiepiscopie este „un moment solemn și sfânt", care vine sa încununeze activitatea de veacuri a Eparhiei Aradului: "Acest moment vine dupa 303 ani de smerită, statornică și bogată activitate de apărare a credinței neîntrerupte și de cultivare a vieții creștine. Ne aflăm, la Arad, într-o cetate a credinței. În părțile acestea au existat sfinți daco-romani, episcopi și mărturisitori ai credinței care acum se roagă în ceruri. E o tripla bucurie, pentru că Episcopia se înalță la rangul de Arhiepiscopie, episcopul Timotei primește rangul de arhiepiscop, și, totodată, PS Timotei împlinește 25 de ani de când a fost întronizat în scaunul episcopal"'

## Distincții
```
                                                              In octombrie 2022 a primit Distincția Crucea Casei Regale a Romaniei pentru întreaga viaţă dedicată credinţei şi slujirii Bisericii Ortodoxe Române timp de aproape 70 de ani, pentru împărtăşirea valorilor şi principiilor Coroanei Române alături de care a încercat în ultimele două decenii să aprofundeze identitatea naţională şi deschiderea către valorile europene în societatea românească, pentru ataşamentul sufletesc şi intelectual faţă de prezentul Coroanei Române şi mai ales faţă de aşezarea regală de la Săvârşin.
```

Distincţia i-a fost înmânată ierarhului de către Majestatea Sa Margareta, Custodele Coroanei, în cadrul unei ceremonii organizate la Palatul Regal din București, în Sala Tronului.
A fost decorat în februarie 2004 cu Ordinul Meritul Cultural în grad de Mare Ofițer, Categoria G - „Cultele”, „în semn de apreciere deosebită pentru activitatea susținută în domeniul cultelor, pentru spiritul ecumenic și civic dovedit și pentru contribuția avută la întărirea legăturilor interconfesionale, de bună și pașnică conviețuire între toți oamenii”.

## Lucrări teologice
Timotei Seviciu este considerat un bun cunoscător al teologiei și gândirii sfântului Chiril de Alexandria.
Cele mai importante articole cu conținut teologic ale autorului, publicate sub numele Traian Sevici, sunt:
1. Aspecte dogmatice ale concepției augustiniene după ,,Manualul către Laurențiu”, publicat în revista “Ortodoxia", anul  XI, 1959, nr. 2, p. 234-249;
2. Hristologia și soteriologia Sfântului Ioan Damaschin după canoanele Învierii, Înălțării și Cincizecimii, publicat în revista “Ortodoxia", an. XI, 1959, nr. 4, p. 567-593;
3. Valoarea prieteniei în viața și opera Fericitului Augustin, publicat în revista “Ortodoxia", an.  XII, 1960, nr. 3, p. 374- 388;
4. Probleme de învățături și viața creștină în Comentarul Sfântului loan Gură de Aur la scrisoarea paulină către Filipeni, în: "Studii Teologice", an. XII, 1960, nr. 7-8, p. 500-516;
5. Sfântul Atanasie cel Mare în Biserica românească, în: "Mitropolia Olteniei", an. XII, 1960, nr. 9-12, p. 583-600;
6. Doctrina hristologică a Sfântului Chiril al Alexandriei în lumina tendințelor actuale de apropiere dintre Biserica Ortodoxă și vechile Biserici orientale, teza de doctorat, publicată în revista "Mitropolia Banatului", an.  XXII, 1972, nr. 7-9, p. 325-462; Publicată și în extras, la Timișoara, 1973, 147 p.);
7. Valoarea hristologiei Sfântului Chiril în contextul teologiei actuale, publicat în revista "Mitropolia Olteniei", an.  XXV, 1973, nr. 5 -6, p. 477-481.